# Irular
Pour la langue, voir Irula.
Les Irulars sont un peuple vivant dans le district nord de Tamil Nadu (Inde). Il y a environ 200 000 locuteurs de la langue irular.

## Panthéon irular
Les Irulars vénèrent leur déesse-mère et des dieux et des esprits. Celle-ci peut entrer en contact avec eux par le biais de personnes entrant en transe lors de cérémonies religieuses, qui répondent alors aux questions que les Irulars posent à la déesse. La déesse-mère était vénérée dans de petites huttes en feuilles, mais avec leur sédentarisation, il arrive qu'elle soit vénérée dans des temples en pierre. La déesse-mère est la personnalisation de la nature elle-même et son âme existe dans chaque brin d'herbe. 
Le Nim est un arbre sacré utilisé pour ses propriétés médicales. Il est considéré comme l'habitat de la déesse-mère des Irulars. 
La déesse Kamiamal a une sœur jumelle, Maniamal. Si la première guérit, la seconde apporte les maladies. Elles sont vénérées toutes les deux en même temps. Leur couleur sacré est le jaune. 

## Histoire
Traditionnellement chasseurs-cueilleurs, ils vivaient dans des forêts dont ils ont été chassés par un décret et vivent sédentarisés dans des villages irulars. Ils pratiquent la chasse. Ils sont considérés comme les ancêtres des Gitans (qui eux ont émigré en Europe)

## Mode de vie
Irular signifie « ceux de l'obscurité ». Les hommes et les femmes sont égaux. Les Irulars ignorent l'organisation sociale sous forme de castes. Lors des fêtes, les femmes dansent, ce qui n'est pas courant dans le reste de la société indienne. 
Ils vivent dans la forêt et ont un savoir-faire oral médicinal en ce qui concerne les plantes. Ils connaissent par exemple des plantes aux vertus abortives qui leur permettent de réguler les naissances.  